# Liste der Mitglieder der National Academy of Sciences/1941
Im Jahr 1941 wählte die National Academy of Sciences der Vereinigten Staaten 18 Personen zu ihren Mitgliedern.

## Neugewählte Mitglieder
- Edgar D. Adrian (1889–1977)
- Werner Emmanuel Bachmann (1901–1951)
- René Jules Dubos (1901–1982)
- Evarts A. Graham (1883–1957)
- Archibald Vivian Hill (1886–1977)
- Arthur Keith (1866–1955)
- Arthur Scott King (1876–1957)
- Charles Lauritsen (1892–1968)
- Alfred L. Loomis (1887–1975)
- J. Robert Oppenheimer (1904–1967)
- John Thomas Patterson (1878–1960)
- Karl Sax (1892–1973)
- George G. Simpson (1902–1984)
- Joseph Slepian (1891–1969)
- Lyndon F. Small (1897–1957)
- Wendell M. Stanley (1904–1971)
- Tracy Y. Thomas (1899–1983)
- George B. Wislocki (1892–1956)